# Тарасов, Владимир Александрович
Владимир Александрович Тарасов (1933, Лопатино — 1981, Москва) — советский художник-пейзажист, живописец, график. Основная тема его художественных работ — это Селигер, труд рыбаков, местных жителей, неброские пейзажи, тихие улочки провинциального Осташкова, в которых отражена его неповторимая и уже исчезающая красота. Владимира Тарасова поистине называют «Певцом Селигерского края».

## Биография

### Детство
Владимир Александрович Тарасов — родился в деревне Лопатино Пеновского района. В 1943 году, когда деревня была в немецкой оккупации, вместе с семьей Владимир переехал в Осташков, где окончил среднюю школу (сейчас СОШ № 1). Живописью увлекался с детства. Талантливого мальчика заметил учитель рисования Василий Яковлевич Капустников и пригласил его в изокружок. Вместе с учителем Володя побывал на том месте, где писал этюд к картине великий русский художник Шишкин, посетил Нилову Пустынь. Учитель часто показывал репродукции картин русских художников Ф. А. Васильева, А. К. Саврасова, И. И. Левитана, И. Н. Крамского, В. И. Сурикова.

### Учеба в институте
После демобилизации из армии (1957) В. А. Тарасов возвращается в Осташков и работает в Народном театре художником‑декоратором.
В 1960 поступает на художественно‑графический факультет Ленинградского педагогического института имени А. И. Герцена, где учится с 1960 по 1965 годы. Все свободное время Владимир посвящал учебе. Учился, во многом изучая работы старых мастеров. Часами до самого закрытия простаивал возле картин в Эрмитаже и Русском музее, пока служители музеев не закрывали залы. Однажды даже ночевал в музее. Приобретал книги по изобразительному искусству, очень часто на последние деньги.

### Москва
После окончания института работает в Москве старшим художником‑оформителем в научно‑исследовательских институтах (1969). Тарасов также активно участвует в общественной жизни Красногвардейского района столицы: оформляет интерьеры школ, избирательных участков, праздники «Проводы русской зимы». Одновременно выезжает на этюды — пишет пейзажи, запечатлевает памятники старины и новостройки. Персональная выставка состоялась в 1972 году в Москве в кинотеатре «Мечта».

## Творчество
В своем творчестве Тарасов много ездит по стране: Подмосковье, Карпаты, Кавказ, Север России — вот только немногие места его поездок. Но никогда не забывает малую Родину и свои самые главные работы художник посвятил именно Селигеру. Каждый год приезжает в Осташков и сразу с дороги спешит с этюдником на зарисовки. Лучшие картины Тарасова о Селигере: «Снег выпал», «Озеро Селигер», «У мостика».
Он — дипломант трех Всероссийских художественных выставок в Москве, награждался почетными грамотами на многих областных выставках. Его живописи свойственна поэтически тонкая передача состояний русской природы. Много работ Владимир Александрович посвятил озеру Селигер. Не зря о нем говорят как о «певце Селигерского края».

## Критика
Писатель Юрий Крылов в своей книге «Художники Селигера» так пишет о Владимире Тарасове:
Облетела листва с деревьев. Поредели леса. Взгляд скользит глубоко в чащу, и ничего не привлекает его внимания. все серо кругом: и деревья, и земля, и небо. только Селигер красив какой-то особой осенней красотой. Словно усталый богатырь, приник он, свинцово-тяжелый, к земле, притих и задумался. 
Очень тонко чувствует этот пейзаж осташковский художник Владимир Тарасов. Целую серию замечательных полотен осеннего Селигера создал он. Особенно удалась работа «Первый снег». На переднем плане несколько деревянных домишек и лодок, присыпанных снегом, за ними - просторная озерная гладь с лесистыми островами. Удивительная тишина, разлившаяся в этом кусочке селигерской земли и волей художника перенесенная на полотно. Есть здесь что-то родное и близкое жителю нашего края, любому русскому человеку.